# Distretto di Shovot
Il distretto di Shovot è uno dei 10 distretti della Regione di Xorazm, in Uzbekistan. Il capoluogo è Shovot.